# لواحظ عبد الهادي
لواحظ عوني رؤوف عبد الهادي (1927-15 يونيو 2017) هي مربية وناشطة فلسطينية من مواليد مدينة نابلس في الضفة الغربية، وتعد من رائدات العمل التطوعي في فلسطين. تلقت لواحظ تعليمها الابتدائي من المدرسة العائشية في نابلس. ثم انتقلت للقدس فدرست المرحلة الثانوية في كلية دار المعلمات حيث حصلت على شهادة مترك فلسطين، ثم حصلت على دبلوم في التربية من الكلية ذاتها. وفي عام 1981، حصلت على شهادة البكالوريوس في تخصص اللغة العربية وآدابها من جامعة بيرزيت بتقدير امتياز. 

## عملها

#### مجال التربية والتعليم
عملت لواحظ معلمة في العديد من المدارس في فلسطين وخارجها، حيث بدأت مسيرتها كمُدرسة في ذات المدرسة التي درست فيها المدرسة العائشية الثانوية عام 1946، ثم عملت معلمة وموجهة للغة العربية في مدينة عدن اليمنية، ثم عادت إلى نابلس، وعملت موجهة لمدارس وكالة الغوث في الخليل وبيت لحم. وبعدها اضطرت للنزوح إلى عمان عقب أحداث النكسة عام 1967، ثم عادت مع الصليب الأحمر لتكمل عملها التربوي فأصبحت مديرة التربية والتعليم لمدارس الوكالة في الخليل ونابلس، حتى أُحيلت للتقاعد.

#### المجال التطوعي الاجتماعي والنسوي
إلى جانب عملها التربوي، كان سجل لواحظ حافلاً بالعمل الوطني والمجتمعي منذ مرحلة شبابها المبكر. فانتسبت وهي في السابعة عشرة من عمرها إلى جمعية التضامن الاجتماعي النسائي، ثم انتسبت إلى جمعية الاتحاد النسائي العربي في نابلس عام 1951. وكانت عضوة هيئة إدارية لجمعية تنظيم وحماية الأسرة. وكانت عضوة مؤسسة في جمعية الرعاية الاجتماعية الخيرية التي تهتم في مخيمات شمال الضفة الغربية. وفي عام 1987، انتُخبت عضواً وأمينةً للسر في الهيئة الإدارية لجمعية الاتحاد النسائي العربي. كما وكانت عضوة في لجنة المؤسسات والفعاليات الوطنية والإسلامية في مدينة نابلس، وعملت عضوة مؤسسة في لجنة أصدقاء مرضى السرطان التابعة لجمعية حماية وتنظيم الاسرة. بالإضافة إلى عضويتها في الهيئة الإدارية للاتحاد العام للمرأة الفلسطينية، وعضويتها في لجنة التوجيه العليا لمركز الخدمة المجتمعية التابع لجامعة النجاح الوطنية. فكان لها بصمة ووجود في غالبية المؤسسات المجتمعية في نابلس وعموم فلسطين. وشاركت في مؤتمرات عدة، منها: المؤتمر التأسيسي للاتحاد العام للمرأة الفلسطينية عام 1965، ومؤتمر جنيف الدولي حول فلسطين عام 1990، ومؤتمر المرأة في صنعاء لنصرة الشعب العربي في العراق عام 1990.

## الجوائز والتكريمات
حصلت لواحظ على العديد من الجوائز تكريماً لعملها المجتمعي وخدمتها لوطنها، منها: 
- درع بلدية نابلس في الثامن من آذار 1997.[1][7]
- ودرع الجمعيات الخيرية عام 1998.[1][8]

## وفاتها
غَيّب الموت لواحظ في الخامس عشر من حزيران/يونيو عام 2017، في مدينة نابلس، بعد تسعين عاماً من مسيرة خطتها بالنضال والعمل لفلسطين.